# اصطناع ماديلونغ
اصطناع ماديلونغ (Madelung synthesis) عبارة عن تفاعل كيميائي يقوم بإنتاج إندولات (المستبدلة أو غير المستبدلة) عن طريق التحلق ضمن جزيء N- أميدات الفينيل وذلك باستخدام قاعدة قوية عند درجة حرارة عالية . 

تقتصر هذه الطريقة بشكل أساسي على تحضير 2- ألكاينيل إندولات : (والتي لا يمكن الحصول عليها بسهولة من خلال الاستبدال العطري الإلكتروفيلي") بسبب ظروف التفاعل القوية.